# Tenente
Tenente, lugar-tenente e outras variações terratenente é um posto ou cargo, de natureza civil ou militar, normalmente correspondente ao imediato, substituto, adjunto ou representante de um chefe, no qual pode ser delegado o exercício das funções deste.
Nas forças militares ou militarizadas, historicamente, o tenente era o oficial que coadjuvava e substituía o capitão no comando de uma companhia, esquadrão, bateria ou outra unidade do mesmo escalão. Nas forças navais, tradicionalmente, os tenentes eram os oficiais subalternos da guarnição de um navio de guerra, que auxiliavam os oficiais superiores no comando do mesmo. Modernamente, além de ainda manterem parte das suas funções tradicionais, os tenentes podem desempenhar outras, como o comando de pequenas unidades militares e de pequenos navios.
O cargo político ou administrativo de tenente ou lugar-tenente existe também em alguns países, correspondendo geralmente à função de substituto de um chefe de Estado ou outra autoridade governamental superior, bem como de seu representante em determinada jurisdição territorial.
Na heráldica, um tenente é um elemento exterior do escudo, com figura humana, que suporta aquele.

## Etimologia
A palavra "tenente" tem origem latina, constituindo o particípio presente de tenere, correspondente a "ter" ou "segurar". Assim, etimologicamente, tenente significa "que tem" ou "que segura".
Já o termo "lugar-tenente" entrou na língua portuguesa a partir do termo francês lieutenant, com um significado idêntico. Etimologicamente, significa literalmente "tenente de um lugar" ou seja "aquele que tem um lugar".

## Patente militar
Na maioria dos exércitos, marinhas e forças aéreas do mundo, utiliza-se a denominação "tenente" para designar as patentes de oficiais com status inferior ao capitão. Neste sentido, "tenente" resultou da simplificação de "tenente-capitão" ou seja o imediato no comando ao capitão. Na maioria dos países há duas patentes de tenente, sendo, a superior designada normalmente "tenente" ou "primeiro-tenente" e a inferior "segundo-tenente".
A designação "tenente" está também presente nas designações de outras patentes como tenente-coronel, tenente-general e tenente-brigadeiro-do-ar.

### Insígnias e distintivos

Marinha do Brasil (Segundo Tenente)
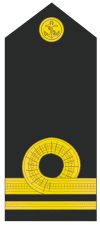
Marinha do Brasil (Primeiro Tenente)
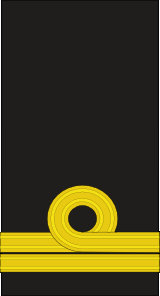
Marinha Portuguesa (Segundo-tenente)
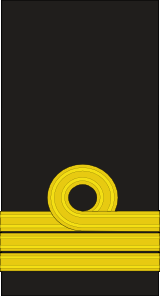
Marinha Portuguesa (Primeiro-tenente)
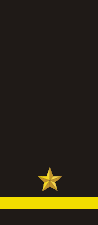
Marinha Alemã (Leutnant zur See)
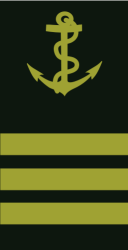
Marinha Francesa (Lieutenant-de-vaisseau)
Marinha Grega (Anthypoploiarchos)
Marinha dos Países Baixos (Luitenant ter zee der 2e klasse)

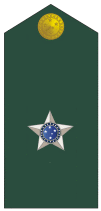
Exército Brasileiro (Segundo Tenente)
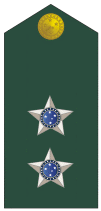
Exército Brasileiro (Primeiro Tenente)
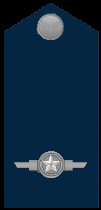
Força Aérea Brasileira (Segundo Tenente)
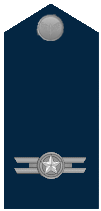
Força Aérea Brasileira (Primeiro Tenente)
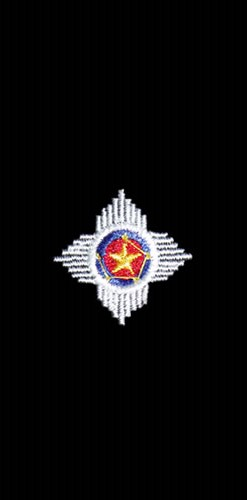
Polícias e Corpos de Bombeiros Militares (Segundo Tenente)
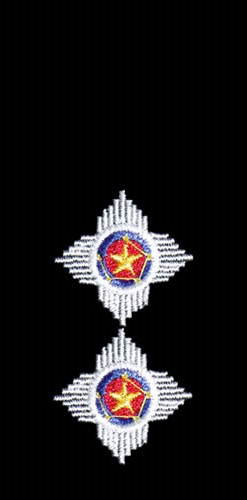
Polícias e Corpos de Bombeiros Militares (Primeiro Tenente)
Exército Português (Alferes)
Exército Português (Tenente)
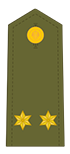
Exército Espanhol (Teniente)
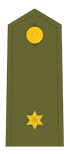
Exército Espanhol (Alférez)
Exército dos Estados Unidos (Second Lieutenant)
Exército dos Estados Unidos (First Lieutenant)
Exército Francês (Sous-Lieutenant)
Exército Francês (Lieutenant)
Exército Britânico (Second Lieutenant)
Exército Britânico (Lieutenant)
Exército Imperial Japonês (陸軍中尉, Rikugun-chūi)
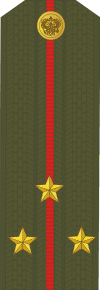
Exército da Rússia (старший лейтенант/tenente senior [starshiy leitenant])
Exército Sueco (Löjtnat)

### Portugal
No Exército Português, na Força Aérea Portuguesa e na Guarda Nacional Republicana, tenente (Ten) é a designação da patente mais elevada de oficial subalterno. Os tenentes são, normalmente, responsáveis pelo comando de uma subunidade de escalão pelotão e imediatos no comando de uma subunidade sob o comando de um capitão.
Os alunos finalistas dos cursos de sete anos da Academia Militar e da Academia da Força Aérea têm a patente de tenente, sendo designados "tenente aluno".
Atualmente, os oficiais subalternos de patente imediatamente inferior ao tenente mantém a designação tradicional de "alferes", em todas as armas e serviços.
Tendo desaparecido a chamada tenência dos tempos feudais do Reino de Portugal, o posto de tenente dos tempos modernos foi depois introduzido durante a Guerra da Restauração, mas, com a função de segundo comandante das companhias de cavalaria, cujo capitão era um oficial superior ou um oficial general. Geralmente, os tenentes acabavam por exercer o comando efetivo das respectivas companhias, dado que os seus comandantes tinham que se ocupar dos seus comandos superiores.
Na infantaria não existiam tenentes, sendo, o alferes o único oficial subalterno das companhias, mesmo nas de comando de oficial superior. Nas reformas de 1707, o posto de tenente foi introduzido em todas as unidades de cavalaria e também nas de infantaria.
Até ao início do século XX, a patente de tenente era subdividida em duas (primeiro-tenente e segundo-tenente) em algumas armas do Exército Português. Nas companhias do coronel e do tenente-coronel dos regimentos de Cavalaria, até 1796, existia um primeiro-tenente que era, formalmente, o seu segundo comandante, mas que exercia o comando efetivo da companhia quando o seu comandante estava impedido em virtude de estar a exercer o comando do regimento. Na artilharia, desde meados do século XVIII e até 1911, não existiu o posto de alferes, tendo, cada companhia, dois tenentes (um primeiro-tenente e um segundo-tenente). Alguns regimentos estrangeiros ao serviço de Portugal e a arma de engenharia seguiram o sistema da artilharia de terem duas patentes de tenente e de não terem a patente de alferes.
A partir de 1911, todas as armas e serviços do Exército passaram a ter o mesmo sistema de patentes, com tenente e alferes.

### Brasil
O tenente é o oficial hierarquicamente superior aos praças (soldado, cabo, 3.º Sargento, 2.º Sargento, 1.º Sargento e Subtenente) e aos praças especiais (Cadete e Aspirante), e imediatamente inferior ao Capitão. É um posto nos exércitos, nas polícias militares e corpos de bombeiro militares estaduais. É subdividido normalmente em Segundo Tenente e Primeiro Tenente , em ordem crescente.  Os tenentes de carreira são os jovens oficiais que passaram pelas Academias Militares de formação superior, onde os cursos, no Brasil, são Bacharelados em Ciências Militares (Academia Militar das Agulhas Negras - Exército), em engenharia (Instituto Militar de Engenharia - Exército) ou Gestão Pública de Segurança (Polícias Militares), o que nivela os Tenentes da PM aos Delegados de Polícia em início de carreira.

### EUA
O posto de tenente (abreviado Lt.) de polícia é usado na maioria das forças policiais dos Estados Unidos. É o segundo no comando da polícia municipal em cada distrito policial.

## Patente naval
Na maioria das marinhas de guerra e nas marinhas mercantes de alguns países, tenente é a designação do posto dos oficiais náuticos subordinados ao comandante do navio. A esses oficiais também começou a ser atribuído o comando de embarcações de menores dimensões. Os tenentes aos quais estava atribuído o comando de uma embarcação começaram a ser designados "tenentes-comandantes" ou "capitães-tenentes".

### Insígnias e distintivos
- Marinha do Brasil
(Segundo Tenente)
- Marinha do Brasil
(Primeiro Tenente)
- Marinha Portuguesa
(Segundo-tenente)
- Marinha Portuguesa
(Primeiro-tenente)
- Marinha Alemã
(Leutnant zur See)
- Marinha Francesa
(Lieutenant-de-vaisseau)
- Marinha Grega
(Anthypoploiarchos)
- Marinha dos Países Baixos
(Luitenant ter zee der 2e klasse)

### Portugal
Na Marinha de Guerra Portuguesa, como patentes de oficial subalterno, existem as de primeiro-tenente (1TEN) - equivalente a capitão no Exército - e de segundo-tenente (2TEN) - equivalente a tenente no Exército. Além dessas, existe a patente de subtenente (STEN) - equivalente a alferes no Exército - atribuída aos oficiais que não são oriundos da Escola Naval. A patente equivalente, dos oficiais oriundos da Escola Naval, é designada guarda-marinha.
Na Marinha Portuguesa, também existe a patente de capitão-tenente, que pertence à subcategoria dos oficiais superiores, sendo equivalente a major no Exército.
A patente de tenente do Mar foi introduzida, na Marinha Portuguesa, no século XVIII, sendo equiparada a capitão do Exército. Em 1782 passou a existir o posto de segundo-tenente, passando o de tenente de Mar a designar-se "primeiro-tenente".

### Brasil
Na Marinha do Brasil existem as seguintes patentes de oficial subalterno: primeiro-tenente e segundo-tenente e como oficial intermediário: capitão-tenente (equivalente a capitão no Exército).

## Cargos e funções militares
Além das patentes militares, existiram, também cargos e funções militares com a designação "tenente".

### Tenente-Rei
Até ao século XIX, tenente-Rei era a designação do segundo-comandante das praças de guerra de 1.ª classe em Portugal. O tenente-Rei estava, imediatamente, subordinado ao governador da fortaleza.

### Tenente-governador
A partir de meados do século XIX a antiga função de tenente-Rei passou a designar-se "tenente-governador".

### Tenente-general
Nos séculos XVII e XVIII, "tenente-general de Artilharia" era a designação do funcionário responsável pela direção da arma de artilharia do Exército Português. Em 1762 foi também criada a patente de tenente-general.

### Tenente de mestre de campo general
Até 1762, no Exército Português, tenente de mestre de campo general era a denominação do cargo do oficial que servia de adjunto ou de chefe do estado-maior de um mestre de campo general.

## Cargos e funções civis
A designação "tenente" também foi atribuída a alguns cargos e funções administrativas civis de alguns países.

Bandeira do Stadhouder (lugar-tenente) dos Países Baixos

Estandarte do tenente-governador da Terra Nova e Labrador

Estandarte de um lorde tenente no Reino Unido

### Terratenente
Terratenente ou simplesmente tenente era a designação genérica dos senhores feudais, na Idade Média, responsáveis pelo governo ou administração de um vasto território. No século XV, este foi o primeiro título dos magistrados responsáveis representar a Coroa e superintender na administração de cada uma das comarcas de Portugal. Estes magistrados passariam, mais tarde, a designar-se "corregedores".

### Lugar-tenente
Lugar-tenente general (Francês: Lieutenant général) era a designação dos representantes do Rei nas províncias de França, no Antigo Regime. Do mesmo modo o lugar-tenente (Neerlandês: Stadhouder) era o governador das províncias dos Países Baixos, tornando-se o título do chefe de Estado das Províncias Unidas.

### Tenente-governador
Tenente-governador é o título de um cargo de governo de uma entidade subnacional em alguns estados federais. Conforme o país, tenente-governador pode ser o substituto do governador, ou pode ser o título do próprio governador. Como título dos governadores, a designação é, sobretudo utilizada nos países da Commonwealth. Como título do substituto do governador é utilizada, sobretudo nos Estados Unidos da América.

### Tenente Real
Tenente Real foi um título usado pelo infante D. Miguel, depois de ter sido nomeado lugar-tenente da Rainha D. Maria II em Portugal. No século XVII o título tinha já sido usado como designação de um alto comando militar.

### Lorde tenente
No Reino Unido, lorde tenente (Inglês: lord lieutenant) é o título do representante real em determinadas circunscrições territoriais: condados e tenências. Actualmente tem, sobretudo, funções cerimoniais.
Até à independência da Irlanda, em 1922, Lorde Tenente da Irlanda era a denominação oficial do cargo de representante real e chefe do poder executivo naquele país. No entanto, os seus titulares eram, geralmente, conhecidos como vice-Reis.

### Lugar-Tenente d'El-Rei
O Lugar-Tenente d'El-Rei, após a Implantação da República Portuguesa e o exílio da família real, era designado pelo chefe da Casa Real como seu representante junto das forças monárquicas e das instituições da República Portuguesa. Ao Lugar-Tenente cabia ainda, originalmente, liderar a Causa Monárquica, cujos dirigentes nacionais eram por si nomeados.

## Heráldica
Na Heráldica, são denominados "tenentes" os suportes do escudo que apresentam a forma de figura humana.